# Bosc-Édeline
Bosc-Édeline is een gemeente in het Franse departement Seine-Maritime (regio Normandië) en telt 306 inwoners (2004). De plaats maakt deel uit van het arrondissement Rouen.

## Geografie
De oppervlakte van Bosc-Édeline bedraagt 6,1 km², de bevolkingsdichtheid is 50,2 inwoners per km².
De onderstaande kaart toont de ligging van Bosc-Édeline met de belangrijkste infrastructuur en aangrenzende gemeenten.

## Demografie
Onderstaande figuur toont het verloop van het inwonertal (bron: INSEE-tellingen).